# Davis Cup 2022 – 2. světová skupina
2. světová skupina Davis Cupu 2022 představovala dvanáct mezistátních tenisových zápasů hraných mezi 16.–17. či 17.–18. zářím 2022. V rámci Davis Cupu 2022 do ní nastoupilo dvacet čtyři družstev, které vytvořily dvanáct párů. Dvoudenní vzájemná mezistátní utkání se konala ve formátu na tři vítězné body (čtyři dvouhry a čtyřhra). Jeden z členů dvojice hostil duel na domácí půdě.
Dvanáct vítězů postoupilo do baráže 1. světové skupiny 2023 a na všechny poražené čekala účast v baráži 2. světové skupiny 2023.

## Přehled
2. světové skupiny se účastní dvacet čtyři týmů:
- 10 poražených týmů z březnové baráže 1. světové skupiny 2022
- 12 vítězných týmů z březnové baráže 2. světové skupiny 2022
- 2 na žebříčku nejvýše poražené týmy z baráže 2. světové skupiny 2022 (Čína a Thajsko)[2]

| Nasazené týmy - Uruguay (41.) - Libanon (42.) - Litva (43.) - Bolívie (44.) - Tchaj-wan (46.) - Slovinsko (47.) - Tunisko (48.) - Dánsko (49.) - Polsko (50.) - Jižní Afrika (51.) - Barbados (52.) - Dominikánská republika (53.) | Nenasazené týmy - Hongkong (54.) - Salvador (55.) - Estonsko (56.) - Lotyšsko (57.) - Řecko (58.) - Bulharsko (59.) - Egypt (60.) - Indonésie (61.) - Monako (62.) - Irsko (63.) - Čína (64.) - Thajsko (65.) |

Žebříček ITF k 7. březnu 2022.
| 2. světová skupina – 16.–17. či 17.–18. září 2022 | 2. světová skupina – 16.–17. či 17.–18. září 2022 | 2. světová skupina – 16.–17. či 17.–18. září 2022 | 2. světová skupina – 16.–17. či 17.–18. září 2022 | 2. světová skupina – 16.–17. či 17.–18. září 2022 | 2. světová skupina – 16.–17. či 17.–18. září 2022 | 2. světová skupina – 16.–17. či 17.–18. září 2022 |
| Domácí                                            | výsledek                                          | hosté                                             | místo konání                                      | areál / hala                                      | povrch                                            |                                                   |
| ------------------------------------------------- | ------------------------------------------------- | ------------------------------------------------- | ------------------------------------------------- | ------------------------------------------------- | ------------------------------------------------- | ------------------------------------------------- |
| Uruguay [1]                                       | 2–3                                               | Čína                                              | Montevideo                                        | Carrasco Lawn Tenis Club                          | antuka                                            |                                                   |
| Libanon [2]                                       | 3–2                                               | Monako                                            | Zouk Mosbeh                                       | Notre Dame University–Louaize                     | tvrdý                                             |                                                   |
| Litva [3]                                         | 4–1                                               | Egypt                                             | Vilnius                                           | SEB Arena                                         | tvrdý (hala)                                      |                                                   |
| Thajsko                                           | 3–1                                               | Bolívie [4]                                       | Bangkok                                           | The Lawn Tennis Association of Thailand           | tvrdý                                             |                                                   |
| Tchaj-wan [5]                                     | 3–1                                               | Hongkong                                          | Tchaj-pej                                         | Taipei Tennis Center                              | tvrdý                                             |                                                   |
| Slovinsko [6]                                     | 4–0                                               | Estonsko                                          | Portorož                                          | Tenisové centrum Portorož                         | antuka                                            |                                                   |
| Tunisko [7]                                       | 1–3                                               | Řecko                                             | Tunis                                             | Courts de Tennis                                  | tvrdý                                             |                                                   |
| Salvador                                          | 2–3                                               | Dánsko [8]                                        | San José Villanueva                               | Club El Encanto                                   | tvrdý                                             |                                                   |
| Polsko [9]                                        | 5–0                                               | Indonésie                                         | Inowrocław                                        | Hala Widowiskowo Sportowa                         | tvrdý (hala)                                      |                                                   |
| Bulharsko                                         | 3–0                                               | Jižní Afrika [10]                                 | Sofie                                             | Národní tenisové centrum                          | antuka                                            |                                                   |
| Barbados [11]                                     | 2–3                                               | Irsko                                             | Saint Michael                                     | National Tennis Centre                            | tvrdý                                             |                                                   |
| Lotyšsko                                          | 3–2                                               | Dominikánská republika [12]                       | Jūrmala                                           | Národní tenisové centrum Lielupe                  | tvrdý (hala)                                      |                                                   |

## Zápasy 2. světové skupiny

### Uruguay vs. Čína
| | Uruguay | 2 :                                                                  | 3   | Čína |    |  |
| --- | ------- | -------------------------------------------------------------------- | --- | ---- | -- |  |
| Carrasco Lawn Tenis Club, Montevideo, Uruguay 16.–17. září 2022 antuka |         |                                                                      |     |      |    |  |
| \| \| \| \| 1. \| 2. \| 3. \| \| \| -- \| \| -------------------------------------------------------------------- \| --- \| ---- \| -- \| \| \| 1. \| \| Ignacio Carou Čang Č’-čen \| 2 6 \| 2 6 \| \| \| \| 2. \| \| Martin Cuevas Pu Jün-čchao-kche-tche \| \| \| \| \| \| 3. \| \| Ignacio Carou / Martin Cuevas Tche Ž'-ke-le / Pu Jün-čchao-kche-tche \| 6 4 \| 6 4 \| \| \| \| 4. \| \| Martín Cuevas Čang Č’-čen \| 0 6 \| 2 6 \| \| \| \| 5. \| \| Ignacio Carou Tche Ž'-ke-le \| 3 6 \| 63 7 \| \| \| \| \| \| \| \| \| \| \| \| \| \| \| \| \| \| \| \| \| \| \| \| \| \| \| \| \| \| \| \| \| \| \| \| \| \| \| \| \| \| \| |         |                                                                      |     |      |    |  |
| |         |                                                                      | 1.  | 2.   | 3. |  |
| 1. |         | Ignacio Carou Čang Č’-čen                                            | 2 6 | 2 6  |    |  |
| 2. |         | Martin Cuevas Pu Jün-čchao-kche-tche                                 |     |      |    |  |
| 3. |         | Ignacio Carou / Martin Cuevas Tche Ž'-ke-le / Pu Jün-čchao-kche-tche | 6 4 | 6 4  |    |  |
| 4. |         | Martín Cuevas Čang Č’-čen                                            | 0 6 | 2 6  |    |  |
| 5. |         | Ignacio Carou Tche Ž'-ke-le                                          | 3 6 | 63 7 |    |  |
| |         |                                                                      |     |      |    |  |
| |         |                                                                      |     |      |    |  |
| |         |                                                                      |     |      |    |  |
| |         |                                                                      |     |      |    |  |
| |         |                                                                      |     |      |    |  |

### Libanon vs. Monako
| | Libanon | 3 :                                                       | 2   | Monako |     |  |
| --- | ------- | --------------------------------------------------------- | --- | ------ | --- |  |
| Notre Dame University–Louaize, Zouk Mosbeh, Libanon 16.–17. září 2022 tvrdý |         |                                                           |     |        |     |  |
| \| \| \| \| 1. \| 2. \| 3. \| \| \| -- \| \| --------------------------------------------------------- \| --- \| ---- \| --- \| \| \| 1. \| \| Hady Habib Valentin Vacherot \| 1 6 \| 6 4 \| 6 3 \| \| \| 2. \| \| Benjamin Hassan Lucas Catarina \| 6 3 \| 6 1 \| \| \| \| 3. \| \| Benjamin Hassan / Hasan Ibrahim Romain Arneodo / Hugo Nys \| 6 2 \| 62 7 \| 4 6 \| \| \| 4. \| \| Benjamin Hassan Valentin Vacherot \| 3 6 \| 63 7 \| \| \| \| 5. \| \| Hady Habib Hugo Nys \| 6 2 \| 65 7 \| 6 2 \| \| \| \| \| \| \| \| \| \| \| \| \| \| \| \| \| \| \| \| \| \| \| \| \| \| \| \| \| \| \| \| \| \| \| \| \| \| \| \| \| \| |         |                                                           |     |        |     |  |
| |         |                                                           | 1.  | 2.     | 3.  |  |
| 1. |         | Hady Habib Valentin Vacherot                              | 1 6 | 6 4    | 6 3 |  |
| 2. |         | Benjamin Hassan Lucas Catarina                            | 6 3 | 6 1    |     |  |
| 3. |         | Benjamin Hassan / Hasan Ibrahim Romain Arneodo / Hugo Nys | 6 2 | 62 7   | 4 6 |  |
| 4. |         | Benjamin Hassan Valentin Vacherot                         | 3 6 | 63 7   |     |  |
| 5. |         | Hady Habib Hugo Nys                                       | 6 2 | 65 7   | 6 2 |  |
| |         |                                                           |     |        |     |  |
| |         |                                                           |     |        |     |  |
| |         |                                                           |     |        |     |  |
| |         |                                                           |     |        |     |  |
| |         |                                                           |     |        |     |  |

### Litva vs. Egypt
| | Litva | 4 :                                                                      | 1   | Egypt |     |  |
| --- | ----- | ------------------------------------------------------------------------ | --- | ----- | --- |  |
| SEB Arena, Vilnius, Litva 17.–18. září 2022 tvrdý (hala) |       |                                                                          |     |       |     |  |
| \| \| \| \| 1. \| 2. \| 3. \| \| \| -- \| \| ------------------------------------------------------------------------ \| --- \| --- \| --- \| \| \| 1. \| \| Edas Butvilas Mohamed Safwat \| 6 1 \| 1 6 \| 2 6 \| \| \| 2. \| \| Ričardas Berankis Amr Elsayed \| 6 1 \| 6 2 \| \| \| \| 3. \| \| Ričardas Berankis / Edas Butvilas Karim-Mohamed Maamoun / Mohamed Safwat \| 4 6 \| 6 1 \| 6 4 \| \| \| 4. \| \| Ričardas Berankis Mohamed Safwat \| 6 2 \| 6 1 \| \| \| \| 5. \| \| Ainius Sabaliauskas Michael Bassem Sobhy \| 6 3 \| 7 5 \| \| \| \| \| \| \| \| \| \| \| \| \| \| \| \| \| \| \| \| \| \| \| \| \| \| \| \| \| \| \| \| \| \| \| \| \| \| \| \| \| \| \| |       |                                                                          |     |       |     |  |
| |       |                                                                          | 1.  | 2.    | 3.  |  |
| 1. |       | Edas Butvilas Mohamed Safwat                                             | 6 1 | 1 6   | 2 6 |  |
| 2. |       | Ričardas Berankis Amr Elsayed                                            | 6 1 | 6 2   |     |  |
| 3. |       | Ričardas Berankis / Edas Butvilas Karim-Mohamed Maamoun / Mohamed Safwat | 4 6 | 6 1   | 6 4 |  |
| 4. |       | Ričardas Berankis Mohamed Safwat                                         | 6 2 | 6 1   |     |  |
| 5. |       | Ainius Sabaliauskas Michael Bassem Sobhy                                 | 6 3 | 7 5   |     |  |
| |       |                                                                          |     |       |     |  |
| |       |                                                                          |     |       |     |  |
| |       |                                                                          |     |       |     |  |
| |       |                                                                          |     |       |     |  |
| |       |                                                                          |     |       |     |  |

### Thajsko vs. Bolívie
| | Thajsko | 3 :                                                               | 1   | Bolívie |       |            |
| --- | ------- | ----------------------------------------------------------------- | --- | ------- | ----- | ---------- |
| The Lawn Tennis Association of Thailand, Bangkok, Thajsko 16.–17. září 2022 tvrdý |         |                                                                   |     |         |       |            |
| \| \| \| \| 1. \| 2. \| 3. \| \| \| -- \| \| ----------------------------------------------------------------- \| --- \| --- \| ----- \| ---------- \| \| 1. \| \| Kasidit Samrej Federico Zeballos \| 6 3 \| 6 2 \| \| \| \| 2. \| \| Jutana Čaroenfons Murkel Dellien \| 6 2 \| 0 6 \| 78 66 \| \| \| 3. \| \| Pručja Isaro / Thantub Suksumrarn Boris Arias / Federico Zeballos \| 4 6 \| 4 6 \| \| \| \| 4. \| \| Kasidit Samrej Murkel Dellien \| 5 7 \| 6 2 \| 6 1 \| \| \| 5. \| \| Jutana Čaroenfons Juan Carlos Prado Ángelo \| \| \| \| nehrálo se \| \| \| \| \| \| \| \| \| \| \| \| \| \| \| \| \| \| \| \| \| \| \| \| \| \| \| \| \| \| \| \| \| \| \| \| \| \| \| \| \| |         |                                                                   |     |         |       |            |
| |         |                                                                   | 1.  | 2.      | 3.    |            |
| 1. |         | Kasidit Samrej Federico Zeballos                                  | 6 3 | 6 2     |       |            |
| 2. |         | Jutana Čaroenfons Murkel Dellien                                  | 6 2 | 0 6     | 78 66 |            |
| 3. |         | Pručja Isaro / Thantub Suksumrarn Boris Arias / Federico Zeballos | 4 6 | 4 6     |       |            |
| 4. |         | Kasidit Samrej Murkel Dellien                                     | 5 7 | 6 2     | 6 1   |            |
| 5. |         | Jutana Čaroenfons Juan Carlos Prado Ángelo                        |     |         |       | nehrálo se |
| |         |                                                                   |     |         |       |            |
| |         |                                                                   |     |         |       |            |
| |         |                                                                   |     |         |       |            |
| |         |                                                                   |     |         |       |            |
| |         |                                                                   |     |         |       |            |

### Tchaj-wan vs. Hongkong
| | Tchaj-wan | 3 :                                                 | 1   | Hongkong |        |            |
| --- | --------- | --------------------------------------------------- | --- | -------- | ------ | ---------- |
| Taipei Tennis Center, Tchaj-pej, Tchaj-wan 17.–18. září 2022 tvrdý |           |                                                     |     |          |        |            |
| \| \| \| \| 1. \| 2. \| 3. \| \| \| -- \| \| --------------------------------------------------- \| --- \| ---- \| ------ \| ---------- \| \| 1. \| \| Jason Jung Coleman Wong \| 6 1 \| 4 6 \| 68 710 \| \| \| 2. \| \| Wu Tchung-lin Wong Hong-kit \| 6 2 \| 6 2 \| \| \| \| 3. \| \| Ray Ho / Hsu Yu-hsiou Wong Čchun-hun / Coleman Wong \| 3 6 \| 7 61 \| 7 65 \| \| \| 4. \| \| Wu Tchung-lin Coleman Wong \| 6 1 \| 6 2 \| \| \| \| 5. \| \| Jason Jung Wong Hong-kit \| \| \| \| nehrálo se \| \| \| \| \| \| \| \| \| \| \| \| \| \| \| \| \| \| \| \| \| \| \| \| \| \| \| \| \| \| \| \| \| \| \| \| \| \| \| \| \| |           |                                                     |     |          |        |            |
| |           |                                                     | 1.  | 2.       | 3.     |            |
| 1. |           | Jason Jung Coleman Wong                             | 6 1 | 4 6      | 68 710 |            |
| 2. |           | Wu Tchung-lin Wong Hong-kit                         | 6 2 | 6 2      |        |            |
| 3. |           | Ray Ho / Hsu Yu-hsiou Wong Čchun-hun / Coleman Wong | 3 6 | 7 61     | 7 65   |            |
| 4. |           | Wu Tchung-lin Coleman Wong                          | 6 1 | 6 2      |        |            |
| 5. |           | Jason Jung Wong Hong-kit                            |     |          |        | nehrálo se |
| |           |                                                     |     |          |        |            |
| |           |                                                     |     |          |        |            |
| |           |                                                     |     |          |        |            |
| |           |                                                     |     |          |        |            |
| |           |                                                     |     |          |        |            |

### Slovinsko vs. Estonsko
| | Slovinsko | 4 :                                                        | 0    | Estonsko |     |            |
| --- | --------- | ---------------------------------------------------------- | ---- | -------- | --- | ---------- |
| Tenisové centrum Portorož, Portorož, Slovinsko 16.–17. září 2022 antuka |           |                                                            |      |          |     |            |
| \| \| \| \| 1. \| 2. \| 3. \| \| \| -- \| \| ---------------------------------------------------------- \| ---- \| --- \| --- \| ---------- \| \| 1. \| \| Bor Artnak Mark Lajal \| 0 6 \| 6 1 \| 6 3 \| \| \| 2. \| \| Aljaž Bedene Kristjan Tamm \| 65 7 \| 6 3 \| 6 4 \| \| \| 3. \| \| Aljaž Bedene / Blaž Kavčič Kenneth Raisma / Mattias Siimar \| 6 3 \| 3 6 \| 6 1 \| \| \| 4. \| \| Matic Križnik Mark Lajal \| 3 4 \| \| \| skreč \| \| 5. \| \| Bor Artnak Kristjan Tamm \| \| \| \| nehrálo se \| \| \| \| \| \| \| \| \| \| \| \| \| \| \| \| \| \| \| \| \| \| \| \| \| \| \| \| \| \| \| \| \| \| \| \| \| \| \| \| \| |           |                                                            |      |          |     |            |
| |           |                                                            | 1.   | 2.       | 3.  |            |
| 1. |           | Bor Artnak Mark Lajal                                      | 0 6  | 6 1      | 6 3 |            |
| 2. |           | Aljaž Bedene Kristjan Tamm                                 | 65 7 | 6 3      | 6 4 |            |
| 3. |           | Aljaž Bedene / Blaž Kavčič Kenneth Raisma / Mattias Siimar | 6 3  | 3 6      | 6 1 |            |
| 4. |           | Matic Križnik Mark Lajal                                   | 3 4  |          |     | skreč      |
| 5. |           | Bor Artnak Kristjan Tamm                                   |      |          |     | nehrálo se |
| |           |                                                            |      |          |     |            |
| |           |                                                            |      |          |     |            |
| |           |                                                            |      |          |     |            |
| |           |                                                            |      |          |     |            |
| |           |                                                            |      |          |     |            |

### Tunisko vs. Řecko
| | Tunisko | 1 :                                                                      | 3    | Řecko |     |            |
| --- | ------- | ------------------------------------------------------------------------ | ---- | ----- | --- | ---------- |
| Courts de Tennis, Tunis, Tunisko 16.–17. září 2022 tvrdý |         |                                                                          |      |       |     |            |
| \| \| \| \| 1. \| 2. \| 3. \| \| \| -- \| \| ------------------------------------------------------------------------ \| ---- \| ---- \| --- \| ---------- \| \| 1. \| \| Aziz Dougaz Stefanos Tsitsipas \| 63 7 \| 2 6 \| \| \| \| 2. \| \| Skander Mansouri Michail Pervolarakis \| 4 6 \| 3 6 \| \| \| \| 3. \| \| Malek Džazírí / Skander Mansouri Michail Pervolarakis / Petros Tsitsipas \| 65 7 \| 7 65 \| 6 3 \| \| \| 4. \| \| Skander Mansouri Stefanos Tsitsipas \| 2 6 \| 4 6 \| \| \| \| 5. \| \| Aziz Dougaz Michail Pervolarakis \| \| \| \| nehrálo se \| \| \| \| \| \| \| \| \| \| \| \| \| \| \| \| \| \| \| \| \| \| \| \| \| \| \| \| \| \| \| \| \| \| \| \| \| \| \| \| \| |         |                                                                          |      |       |     |            |
| |         |                                                                          | 1.   | 2.    | 3.  |            |
| 1. |         | Aziz Dougaz Stefanos Tsitsipas                                           | 63 7 | 2 6   |     |            |
| 2. |         | Skander Mansouri Michail Pervolarakis                                    | 4 6  | 3 6   |     |            |
| 3. |         | Malek Džazírí / Skander Mansouri Michail Pervolarakis / Petros Tsitsipas | 65 7 | 7 65  | 6 3 |            |
| 4. |         | Skander Mansouri Stefanos Tsitsipas                                      | 2 6  | 4 6   |     |            |
| 5. |         | Aziz Dougaz Michail Pervolarakis                                         |      |       |     | nehrálo se |
| |         |                                                                          |      |       |     |            |
| |         |                                                                          |      |       |     |            |
| |         |                                                                          |      |       |     |            |
| |         |                                                                          |      |       |     |            |
| |         |                                                                          |      |       |     |            |

### Salvador vs. Dánsko
| | Salvador | 2 :                                                                   | 3    | Dánsko |     |  |
| --- | -------- | --------------------------------------------------------------------- | ---- | ------ | --- |  |
| Club El Encanto, San José Villanueva, La Libertad, Salvador 17.–18. září 2022 tvrdý |          |                                                                       |      |        |     |  |
| \| \| \| \| 1. \| 2. \| 3. \| \| \| -- \| \| --------------------------------------------------------------------- \| ---- \| --- \| --- \| \| \| 1. \| \| Marcelo Arévalo Elmer Møller \| 7 62 \| 6 4 \| \| \| \| 2. \| \| César Cruz Johannes Ingildsen \| 4 6 \| 4 6 \| \| \| \| 3. \| \| Marcelo Arévalo / Luis Miralles Johannes Ingildsen / Frederik Nielsen \| 6 2 \| 4 6 \| 2 6 \| \| \| 4. \| \| Marcelo Arévalo Christian Sigsgaard \| 3 6 \| 6 2 \| 6 1 \| \| \| 5. \| \| César Cruz Elmer Møller \| 1 6 \| 0 6 \| \| \| \| \| \| \| \| \| \| \| \| \| \| \| \| \| \| \| \| \| \| \| \| \| \| \| \| \| \| \| \| \| \| \| \| \| \| \| \| \| \| \| |          |                                                                       |      |        |     |  |
| |          |                                                                       | 1.   | 2.     | 3.  |  |
| 1. |          | Marcelo Arévalo Elmer Møller                                          | 7 62 | 6 4    |     |  |
| 2. |          | César Cruz Johannes Ingildsen                                         | 4 6  | 4 6    |     |  |
| 3. |          | Marcelo Arévalo / Luis Miralles Johannes Ingildsen / Frederik Nielsen | 6 2  | 4 6    | 2 6 |  |
| 4. |          | Marcelo Arévalo Christian Sigsgaard                                   | 3 6  | 6 2    | 6 1 |  |
| 5. |          | César Cruz Elmer Møller                                               | 1 6  | 0 6    |     |  |
| |          |                                                                       |      |        |     |  |
| |          |                                                                       |      |        |     |  |
| |          |                                                                       |      |        |     |  |
| |          |                                                                       |      |        |     |  |
| |          |                                                                       |      |        |     |  |

### Polsko vs. Indonésie
| | Polsko | 5 :                                                                     | 0   | Indonésie |    |  |
| --- | ------ | ----------------------------------------------------------------------- | --- | --------- | -- |  |
| Hala Widowiskowo Sportowa, Inowrocław, Polsko 16.–17. září 2022 tvrdý (hala) |        |                                                                         |     |           |    |  |
| \| \| \| \| 1. \| 2. \| 3. \| \| \| -- \| \| ----------------------------------------------------------------------- \| --- \| --- \| -- \| \| \| 1. \| \| Kamil Majchrzak Nathan Anthony Barki \| 6 0 \| 6 0 \| \| \| \| 2. \| \| Olaf Pieczkowski Muhammad Rifqi Fitriadi \| 7 5 \| 6 0 \| \| \| \| 3. \| \| Łukasz Kubot / Jan Zieliński Nathan Anthony Barki / Christopher Rungkat \| 6 3 \| 6 4 \| \| \| \| 4. \| \| Kamil Majchrzak Tegar Abdi Satrio Wibowo \| 6 0 \| 6 1 \| \| \| \| 5. \| \| Olaf Pieczkowski Lucky Candra Kurniawan \| 6 4 \| 6 2 \| \| \| \| \| \| \| \| \| \| \| \| \| \| \| \| \| \| \| \| \| \| \| \| \| \| \| \| \| \| \| \| \| \| \| \| \| \| \| \| \| \| \| |        |                                                                         |     |           |    |  |
| |        |                                                                         | 1.  | 2.        | 3. |  |
| 1. |        | Kamil Majchrzak Nathan Anthony Barki                                    | 6 0 | 6 0       |    |  |
| 2. |        | Olaf Pieczkowski Muhammad Rifqi Fitriadi                                | 7 5 | 6 0       |    |  |
| 3. |        | Łukasz Kubot / Jan Zieliński Nathan Anthony Barki / Christopher Rungkat | 6 3 | 6 4       |    |  |
| 4. |        | Kamil Majchrzak Tegar Abdi Satrio Wibowo                                | 6 0 | 6 1       |    |  |
| 5. |        | Olaf Pieczkowski Lucky Candra Kurniawan                                 | 6 4 | 6 2       |    |  |
| |        |                                                                         |     |           |    |  |
| |        |                                                                         |     |           |    |  |
| |        |                                                                         |     |           |    |  |
| |        |                                                                         |     |           |    |  |
| |        |                                                                         |     |           |    |  |

### Bulharsko vs. Jihoafrická republika
| | Bulharsko | 3 :                                                                | 0   | Jihoafrická republika |    |  |
| --- | --------- | ------------------------------------------------------------------ | --- | --------------------- | -- |  |
| Národní tenisové centrum, Sofie, Bulharsko 16.–17. září 2022 antuka |           |                                                                    |     |                       |    |  |
| \| \| \| \| 1. \| 2. \| 3. \| \| \| -- \| \| ------------------------------------------------------------------ \| --- \| ----- \| -- \| \| \| 1. \| \| Dimitar Kuzmanov Lleyton Cronje \| 6 3 \| 6 1 \| \| \| \| 2. \| \| Alexandar Lazarov Philip Henning \| 6 0 \| 6 1 \| \| \| \| 3. \| \| Alexandr Donski / Alexandar Lazarov Lleyton Cronje / Raven Klaasen \| 6 3 \| 78 66 \| \| \| \| 4. \| \| Dimitar Kuzmanov Philip Henning \| \| \| \| \| \| 5. \| \| Alexandar Lazarov Lleyton Cronje \| \| \| \| \| \| \| \| \| \| \| \| \| \| \| \| \| \| \| \| \| \| \| \| \| \| \| \| \| \| \| \| \| \| \| \| \| \| \| \| \| \| \| \| \| |           |                                                                    |     |                       |    |  |
| |           |                                                                    | 1.  | 2.                    | 3. |  |
| 1. |           | Dimitar Kuzmanov Lleyton Cronje                                    | 6 3 | 6 1                   |    |  |
| 2. |           | Alexandar Lazarov Philip Henning                                   | 6 0 | 6 1                   |    |  |
| 3. |           | Alexandr Donski / Alexandar Lazarov Lleyton Cronje / Raven Klaasen | 6 3 | 78 66                 |    |  |
| 4. |           | Dimitar Kuzmanov Philip Henning                                    |     |                       |    |  |
| 5. |           | Alexandar Lazarov Lleyton Cronje                                   |     |                       |    |  |
| |           |                                                                    |     |                       |    |  |
| |           |                                                                    |     |                       |    |  |
| |           |                                                                    |     |                       |    |  |
| |           |                                                                    |     |                       |    |  |
| |           |                                                                    |     |                       |    |  |

### Barbados vs. Irsko
| | Barbados | 2 :                                                 | 3     | Irsko |    |  |
| --- | -------- | --------------------------------------------------- | ----- | ----- | -- |  |
| National Tennis Centre, Saint Michael, Barbados 16.–17. září 2022 tvrdý |          |                                                     |       |       |    |  |
| \| \| \| \| 1. \| 2. \| 3. \| \| \| -- \| \| --------------------------------------------------- \| ----- \| --- \| -- \| \| \| 1. \| \| Matthew Foster-Estwick Simon Carr \| 2 6 \| 1 6 \| \| \| \| 2. \| \| Darian King Osgar O'Hoisin \| 79 67 \| 6 3 \| \| \| \| 3. \| \| Darian King / Haydn Lewis Simon Carr / David O'Hare \| 6 78 \| 3 6 \| \| \| \| 4. \| \| Darian King Simon Carr \| 6 3 \| 6 2 \| \| \| \| 5. \| \| Marshall Kaipo Osgar O'Hoisin \| 0 6 \| 3 6 \| \| \| \| \| \| \| \| \| \| \| \| \| \| \| \| \| \| \| \| \| \| \| \| \| \| \| \| \| \| \| \| \| \| \| \| \| \| \| \| \| \| \| |          |                                                     |       |       |    |  |
| |          |                                                     | 1.    | 2.    | 3. |  |
| 1. |          | Matthew Foster-Estwick Simon Carr                   | 2 6   | 1 6   |    |  |
| 2. |          | Darian King Osgar O'Hoisin                          | 79 67 | 6 3   |    |  |
| 3. |          | Darian King / Haydn Lewis Simon Carr / David O'Hare | 6 78  | 3 6   |    |  |
| 4. |          | Darian King Simon Carr                              | 6 3   | 6 2   |    |  |
| 5. |          | Marshall Kaipo Osgar O'Hoisin                       | 0 6   | 3 6   |    |  |
| |          |                                                     |       |       |    |  |
| |          |                                                     |       |       |    |  |
| |          |                                                     |       |       |    |  |
| |          |                                                     |       |       |    |  |
| |          |                                                     |       |       |    |  |

### Lotyšsko vs. Dominikánská republika
| | Lotyšsko | 3 :                                                                    | 2   | Dominikánská republika |          |  |
| --- | -------- | ---------------------------------------------------------------------- | --- | ---------------------- | -------- |  |
| Národní tenisové centrum Lielupe, Jūrmala, Lotyšsko 16.–17. září 2022 tvrdý (hala) |          |                                                                        |     |                        |          |  |
| \| \| \| \| 1. \| 2. \| 3. \| \| \| -- \| \| ---------------------------------------------------------------------- \| --- \| --- \| -------- \| \| \| 1. \| \| Robert Strombachs Peter Bertran \| 6 3 \| 6 1 \| \| \| \| 2. \| \| Kārlis Ozoliņš Nick Hardt \| 6 3 \| 6 4 \| \| \| \| 3. \| \| Kārlis Ozoliņš / Robert Strombachs Víctor Estrella Burgos / Nick Hardt \| 6 3 \| 4 6 \| 6 3 \| \| \| 4. \| \| Daniels Tens Nick Hardt \| 2 6 \| 2 6 \| \| \| \| 5. \| \| Kārlis Ozoliņš Peter Bertran \| 4 6 \| 6 3 \| [3] [10] \| \| \| \| \| \| \| \| \| \| \| \| \| \| \| \| \| \| \| \| \| \| \| \| \| \| \| \| \| \| \| \| \| \| \| \| \| \| \| \| \| \| |          |                                                                        |     |                        |          |  |
| |          |                                                                        | 1.  | 2.                     | 3.       |  |
| 1. |          | Robert Strombachs Peter Bertran                                        | 6 3 | 6 1                    |          |  |
| 2. |          | Kārlis Ozoliņš Nick Hardt                                              | 6 3 | 6 4                    |          |  |
| 3. |          | Kārlis Ozoliņš / Robert Strombachs Víctor Estrella Burgos / Nick Hardt | 6 3 | 4 6                    | 6 3      |  |
| 4. |          | Daniels Tens Nick Hardt                                                | 2 6 | 2 6                    |          |  |
| 5. |          | Kārlis Ozoliņš Peter Bertran                                           | 4 6 | 6 3                    | [3] [10] |  |
| |          |                                                                        |     |                        |          |  |
| |          |                                                                        |     |                        |          |  |
| |          |                                                                        |     |                        |          |  |
| |          |                                                                        |     |                        |          |  |
| |          |                                                                        |     |                        |          |  |